# Hydra iheringi
Hydra iheringi is een hydroïdpoliep uit de familie Hydridae. De poliep komt uit het geslacht Hydra. Hydra iheringi werd in 1939 voor het eerst wetenschappelijk beschreven door Cordero. 